# Ryan Fredericks
Ryan Marlowe Fredericks, född 10 oktober 1992, är en engelsk fotbollsspelare.

## Karriär
Den 5 juni 2018 värvades Fredericks av West Ham United, där han skrev på ett fyraårskontrakt.
Den 22 juni 2022 värvades Fredericks på fri transfer av Bournemouth, där han skrev på ett tvåårskontrakt.